# クライスラーのタービンエンジン

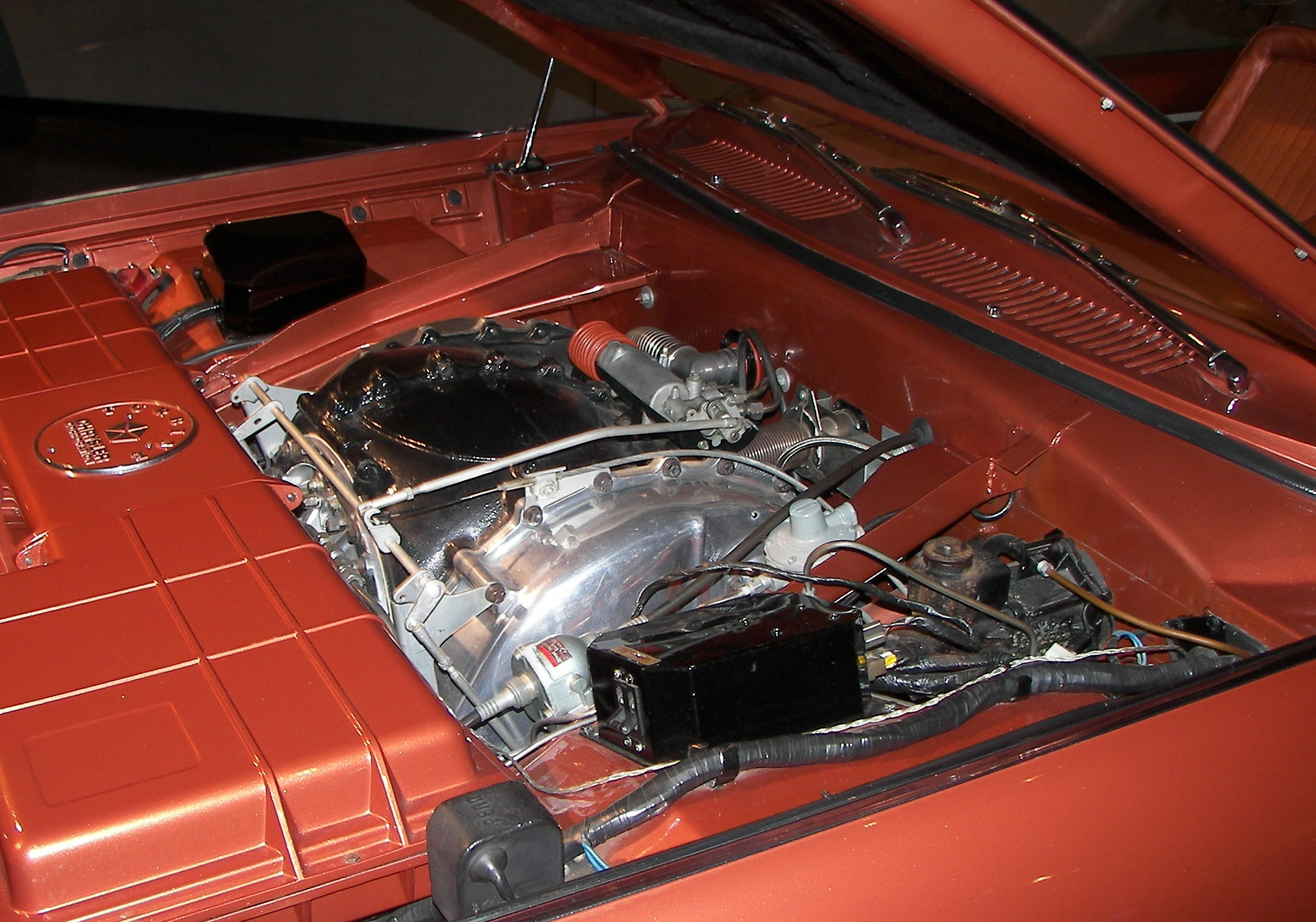
1963年に生産された クライスラー・ターバインのエンジン

クライスラーのタービンエンジン(Chrysler turbine engine)はクライスラーによって開発された一連の自動車用ガスタービンである。

## 開発
設計に入るまでの研究と機能するタービンエンジンの製造はアメリカが第二次世界大戦に参戦する前から開始され、1954年に初めて実験とエンジンの運転試験が行われた。研究技術者達は挑戦的(燃料消費は標準的なレシプロエンジンと同程度、構成要素の小型化と効率向上が必要で騒音は低減しなければならず加速時間の低減とエンジンブレーキの導入が必要)であるにもかかわらず実現すると楽観視していた。さらに新たな耐熱材料の開発が必要でまだ当時の自動車に相当する車体の経費を維持するためにはまだ充分廉価ではなかった。
タービンエンジンによってもたらされる恩恵は整備の低減、長寿命のエンジン、潜在的な大規模開発、およそ80%の部品点数の削減(300から60部品)がクライスラーの技術者達によって予想された。調整の必要性はほぼ無くなり低温での始動の困難や暖気、不凍液も不要になり冬季の暖房も即座に可能で突然過熱でエンジンが停止する事も無く、エンジン振動、オイルの消費は減り、エンジン重量が減り、排気ガスは冷たく汚染物質が減り、最も重要な事はガソリンを代替する多種多様な燃料を燃焼する事が可能である事だった。

## 試験
1954年にクライスラー社の試験場で車載用タービン(CR1)の試験に成功した。 1956年にタービンエンジンを搭載した車両で長距離の走行に成功した。
更に技術者が作業を進めて燃費を向上して出力を増強した第2世代(CR2)が出来た。
1961年に第3世代のエンジン(CR2A)が1962年式ダッジ・ダートに搭載され、ニューヨークからロサンゼルスまで雪嵐、雨、強風の中を抜けて運転に成功した。
第4世代のエンジンは1963年にクライスラー・ターバインに搭載されたこのエンジンは所有者の説明書によると最大44,500 rpmで回転して、軽油、無鉛ガソリン、灯油、JP-4 ジェット燃料と植物油で運転出来た。エンジンは多様な燃料で走る特性を有しており、クライスラーはタービンはピーナツ油からシャネルNo.5まで燃料に使用できると主張した。メキシコ大統領はテキーラでクライスラー社の技術者達の懸念をよそに最初の自動車の一台を成功裏に運転した。空気/燃料調整が不要で燃料の種類を切り替える事が出来てどの燃料が使用されたかは排気の匂いが唯一の証拠だった。
タービンは単純な平軸受け上で振動を伴わずに回転した。単純性故に長寿命が期待でき、エンジンオイルが入る事による未燃物汚染が無く、オイル交換も不要であると考えられた。1963年にタービンエンジンは出力130制動馬力 (97 kW; 132 PS)で一時的な回転力は425 pound force-feet (576 N·m)で気温が低く高密度であれば加速が早く、気温85 °F (29 °C)での0から60 mph(0から97 km/h)までは12秒だった。
多くの可動部品や液体冷却装置を無くしたので整備が容易で排気には一酸化炭素、未燃焼炭素や未燃焼の炭化水素が殆ど含まれなかった。それにもかかわらず、タービンが生成する窒素酸化物とそれらの限界は開発中の問題だった。
出力タービンはトルクコンバーターを介さずに減速歯車のみを介して緩やかに改良されたTorqueFlite自動変速機に接続された。ガス発生器とフリー出力タービンの間の燃焼ガスはトルクコンバーターと同様の機能をもたらしたが、通常の作動流体を使用しなかった。2台の熱回収器で排気ガスの熱で吸気を加熱する事で大幅に燃費を向上した。可変式静翼は最高回転速度を向上して減速時のエンジンブレーキをもたらした。
出力応答性の遅延と暖機中の排気温度が1と2；クライスラーはこれらの問題に関して取り組んだ。加速の遅延は固有の問題で燃料消費は多かった。加速は予めタービンの回転速度を上げてからブレーキを外すと速くなった。タービン自動車は同様にステンレス製の排気装置を備え、断面は平坦だった。これは他の車両に損傷を与えないように排気を拡散させて冷却する目的だった。燃焼器またはバーナーは原理的に近代的なターボジェットエンジンと同じ規格だった。単反転流式キャニスターにより点火のための点火栓を無くした。さらに開発が進んでアニュラ型燃焼器と第2出力タービンを備える事でより経済性が高まった。変速機は"中立"の代わりに"アイドル"の位置を備えた。
利用者の試験期間が終了後、クライスラーは全ての車両を回収して大半は破壊していくつかは博物館に寄贈した。

## 後の開発と計画の終焉
クライスラーのタービンエンジン計画はクライスラータービン自動車で終わらなかった。1966年式ダッジ・チャージャーの新しいクーペの車体が新たな第4世代のタービンエンジンのために検討された。しかしながら、クライスラーは最終的にアメリカの窒素酸化物の規制に適合する第6世代のガスタービンエンジンの開発を進め、1966年式ダッジ・クロネットに搭載したが販売はされなかった。
アメリカ合衆国環境保護庁(EPA)より開発の予算を与えられ、小型で軽量の第7世代エンジンが1970年代初頭に生産され、1977年に量産化の前哨として専用の車体のクライスラー・レバロンが製造された。しかし、1978年に経営が大幅に悪化した事により新たにCEOに就任したアイアコッカは破産を避けるためにアメリカ政府の債務保証を必要とした。1978年のアメリカ政府の取引条件はクライスラーの規模の自動車会社にはガスタービンエンジンの計画は"リスクが高すぎる"として撤退する事を条件に入れた。
クライスラーのタービンエンジンは市販の自動車には搭載されなかったものの、実験の成果は1970年代末に(後にジェネラル・ダイナミクス社へ売却された)クライスラーディフェンスの開発したM1エイブラムス 主力戦車のハネウェル AGT1500に取り入れられた。

## 一連のエンジン
- CR1 1954–1956: プリムス・ベルベディア 4ドア
  - ~100 hp (75 kW)
  - エンジンブレーキは備えず
  - 回転数が少し上昇
- CR2 1956–1957: 1956年式 プリムス・ベルベディア, 1957年式 プリムス・フューリー
  - 再生機が向上
  - 燃費が向上 (18 US mpg)
- CR2A 1960–1962: 1960年式 プリムス・フューリー, 1962年式 プリムス・フューリー (2), 1962年式 ダッジ・ダート (2), 1961年式 Dodge 2½ ton stake
  - Turboflite show car
  - 140 hp (104 kW), 375 lbf·ft (508 N·m)
  - Adjustable nozzle blades
- A831 1963–1966: 1963年式 クライスラー・ターバイン (50)
  - 130 hp (97 kW), 425 lbf·ft (576 N·m)
  - 遅延が大幅に少ない
  - 50台の車両と5台の試作車、9台を除き全て破壊された。Walter P. クライスラー博物館に2台収蔵、スミソニアンコレクションに1台、デトロイト歴史協会が1台、St. Louis MO - 鉄道博物館に1台、ヘンリーフォード博物館に1台、Petersen 博物館に貸し出し (所有はL.A. Nat Hist. 博物館)、(#991231)はFrank Kleptzは長年個人所有で完動品で保管、クライスラー以外が所有する動く状態の車両はコメディアンの Jay Lenoによって所有される。
- A874 1964: 1964年式 プリムス・フューリー (2)
  - A831と同じだが大型の再熱器を備える
- Gen6 1964–1973: 試作車 ダッジ・チャージャー, 1966年式 ダッジ コンフォート, 1973年式 B-ボディ セダン (3)
  - A875と同じだが補機の駆動を備える
- Gen7 Coupe 1977: 1976年式 4-ドア ダッジ・アスピン (3), コンセプト F-ボディ 1979年式 ミラダ, コンセプト 1980年式 クライスラー レバロン,
  - 104 hp (78 kW) (could be raised to 125 hp (93 kW))